# Königstetten
Königstetten är en ort och kommun  i Österrike. Den ligger i distriktet Tulln och förbundslandet Niederösterreich, 19 km nordväst om huvudstaden Wien.